# Hamal
Hamal (auch Hamel, arabisch الحمل, DMG al-ḥamal ‚Lamm‘), sowie lateinisch Alpha Arietis (kurz α Arietis) genannt, ist ein K2-Riese im Sternbild Widder. Mit einer scheinbaren visuellen Helligkeit von etwa 2,0 mag ist er der hellste Stern in diesem Sternbild. Hamal ist von der Erde 65,8 Lichtjahre entfernt und hat einen Durchmesser, der 14 mal größer als der der Sonne ist.